# Autry-Issards
Autry-Issards és un municipi francès, situat al departament de l'Alier i a la regió d'Alvèrnia-Roine-Alps. L'any 2007 tenia 325 habitants.

## Demografia

### Població
El 2007 la població de fet d'Autry-Issards era de 325 persones. Hi havia 121 famílies de les quals 22 eren unipersonals (11 homes vivint sols i 11 dones vivint soles), 38 parelles sense fills, 42 parelles amb fills i 19 famílies monoparentals amb fills.
La població ha evolucionat segons el següent gràfic:
Habitants censats

### Habitatges
El 2007 hi havia 162 habitatges, 123 eren l'habitatge principal de la família, 22 eren segones residències i 16 estaven desocupats. 153 eren cases i 4 eren apartaments. Dels 123 habitatges principals, 96 estaven ocupats pels seus propietaris, 22 estaven llogats i ocupats pels llogaters i 6 estaven cedits a títol gratuït; 2 tenien una cambra, 2 en tenien dues, 12 en tenien tres, 40 en tenien quatre i 67 en tenien cinc o més. 101 habitatges disposaven pel capbaix d'una plaça de pàrquing. A 41 habitatges hi havia un automòbil i a 81 n'hi havia dos o més.

### Piràmide de població
La piràmide de població per edats i sexe el 2009 era:
| Homes | Edats   | Dones |
| ----- | ------- | ----- |
| 0     | 95 o +  | 0     |
| 0     | 90 a 94 | 0     |
| 4     | 85 a 89 | 0     |
| 0     | 80 a 84 | 4     |
| 4     | 75 a 79 | 0     |
| 4     | 70 a 74 | 4     |
| 8     | 65 a 69 | 0     |
| 12    | 60 a 64 | 4     |
| 8     | 55 a 59 | 20    |
| 8     | 50 a 54 | 8     |
| 8     | 45 a 49 | 16    |
| 20    | 40 a 44 | 16    |
| 4     | 35 a 39 | 12    |
| 8     | 30 a 34 | 20    |
| 20    | 25 a 29 | 4     |
| 0     | 20 a 24 | 16    |
| 4     | 15 a 19 | 4     |
| 8     | 10 a 14 | 8     |
| 16    | 5 a 9   | 4     |
| 4     | 0 a 4   | 12    |

## Economia
El 2007 la població en edat de treballar era de 215 persones, 164 eren actives i 51 eren inactives. De les 164 persones actives 150 estaven ocupades (78 homes i 72 dones) i 15 estaven aturades (4 homes i 11 dones). De les 51 persones inactives 24 estaven jubilades, 16 estaven estudiant i 11 estaven classificades com a «altres inactius».

### Ingressos
El 2009 a Autry-Issards hi havia 128 unitats fiscals que integraven 352 persones, la mediana anual d'ingressos fiscals per persona era de 16.780 €.

### Activitats econòmiques
Dels 14 establiments que hi havia el 2007, 6 eren d'empreses de construcció, 2 d'empreses de comerç i reparació d'automòbils, 3 d'empreses d'hostatgeria i restauració, 2 d'empreses de serveis i 1 d'una entitat de l'administració pública.
Dels 5 establiments de servei als particulars que hi havia el 2009, 2 eren paletes, 1 lampisteria, 1 electricista i 1 restaurant.
L'any 2000 a Autry-Issards hi havia 23 explotacions agrícoles que ocupaven un total de 814 hectàrees.

## Equipaments sanitaris i escolars
El 2009 hi havia una escola elemental.

## Poblacions més properes
El següent diagrama mostra les poblacions més properes.